# UFO戦士ダイアポロン
『UFO戦士ダイアポロン』（ユーフォーせんしダイアポロン）は、エイケンが制作したロボットアニメ。

## 概要
1976年（昭和51年）4月6日から同年 9月28日まで、TBS系で毎週火曜 19:00 - 19:30 (JST) に放送された。全26話。
新たなシーンを加え、再編集を施した続編『UFO戦士ダイアポロンII アクションシリーズ』が、1976年（昭和51年）10月7日から1977年（昭和52年）2月24日まで、東京12チャンネル（現・テレビ東京）で毎週木曜 19:00 - 19:30 (JST) に放送された。全21話。

## 解説
『鉄人28号』以来、13年振りのエイケン制作のロボットアニメ作品である。
原作として、クレジットされている雁屋哲、土山しげるの『銀河戦士アポロン』（少年画報社『週刊少年キング』に連載）は、UFOやエナルジーハートなどを扱っており、終盤に主人公がエナルジーの力を使って巨大化するシーンがあるものの、巨大ロボットは登場しない。
日本のロボットアニメで初めて、「複数の人型ロボットが合体して、1体の巨大ロボットとなる設定」を導入した。さらに、主人公が巨大ロボット体内に取り込まれた後、ロボットを鎧のように見立て、内部に嵌るように「巨大化」（または融合・一体化）する、原理不明の合体ならぬ「合身」をすることを特徴とし、その合体方法はダイアポロンを「操縦する」というよりはダイアポロンに「変身する」という言い方が正しいと言える。合身の過程をテロップで表現する演出が取り入れられた。
「合身」後のダイアポロンのデザインはアメリカンフットボール選手の容姿をモチーフにしており、顔面のフェイスガード、肩から胸にかけてのプロテクター、武器がラグビー・アメフトのボールだった。UFO少年団のコスチュームも、アメフトをモチーフにしたものである。
番組後期から、特撮番組『ウルトラセブン』の変身シーンに似た効果音が合身シーンに使用されている他、敵のメカ獣の鳴き声も特撮映画や特撮番組の怪獣の鳴き声が流用されている。
関連玩具の売れ行きが好調だったことから、提供スポンサーのブルマァクは放送延長を希望するが、TBSとの折り合いが付かず、半年で終了した。
直後に制作局を東京12チャンネルに移して、1作目のフィルムをベースに敵側の設定・キャラクターと敵ロボットを変更し、新作カットを加えた『UFO戦士ダイアポロンII アクションシリーズ』が放送された。シリーズ後半は単なる再放送と変わらないエピソードもあり、予定よりも一ヵ月早く終了した。
2016年9月、放送40周年記念プロジェクトが始動し、ネット配信やフィギュアの発売が予定されている。

## ストーリー
宇宙規模の強大な力を秘めたエネルギー「エナルジーハート」。それを手に入れるため、ダザーン軍団がアポロン星に攻めて来た。ダザーン軍団の大軍勢の前にはアポロン星の軍隊では歯が立たず、アポロン王国は陥落。アポロン星は滅亡した。
その直前、赤ん坊のアポロン星の王子と共に脱出したラビはエナルジーハートの端末「キー・エナルジー」と共に、太陽系第3惑星の地球に逃げ込んだ。ラビは幼い王子を孤児院「あおぞら学園」に預け、彼が成長するまで身を隠し、その日を待った。
タケシと名付けられた赤ん坊は成長し、16歳の誕生日を迎えた。タケシは自分がアポロン星の王子だということ、体内に宇宙規模のエネルギーを解放することができる鍵「キー・エナルジー」が埋め込まれていることをラビの口から知らされる。最初は半信半疑だったタケシはダザーン軍団の地球侵略を目の当たりにし、戦う決心をする。
「キー・エナルジー」の力で、ダイアポロンに合身したタケシは、ダザーン軍団の尖兵を倒す。そして、あおぞら学園の仲間たちと共に「UFO少年団」を結成し、宇宙の危機を救うために戦うことを誓う。
紆余曲折の末に、タケシはダザーン星に母親のクイーンアポロンが囚われていることを知り、母の救出に赴いた。母星の環境破壊による滅亡に苦悩した総統らが話し合いをする余裕すら失った末の暴挙であること、父親のキングアポロンはきちんと交渉されれば、ダザーン星を救うために力を貸したであろうことを理解し、ギラニクが死を賭して、母を解放させたことから「エナルジーハート」を体内の「キー・エナルジー」で起動させ、ダザーン星を浄化するのだった。

## 登場人物

### UFO少年団
タケシ
声 - 村山明
主人公。UFO少年団のリーダー格。孤児院「あおぞら学園」で育つ。普段は学園で、五郎たちとアメフトのチームを組んでいる。16歳の誕生日に突然現れた、ラビに自分がアポロン星の王子「ダイアポロン」だと知らされる。最初は自身の力に慢心することもあり、そのために合身できなくなることもあった。しかし、成長するに従い、使命の重大さを知ることになる。
赤ん坊の頃に生き別れた母親のクイーンアポロンが生きていて、ダザーン星に囚われていることを知り、激闘の末に奪還する。その後、滅亡の危機に追いつめられたダザーン星の苦境を理解して「エナルジーハート」を使い、ダザーン星を浄化した。
赤いコスチュームを身に着けて、スペースクリアー号に乗り、アポロンヘッダーの内部に吸い込まれ、ダイアポロンへと合身することができる。戦闘コスチュームは赤で、背番号は10。
五郎
声 - 山下啓介
通称「ごろやん」。大柄な体格で、チームでは切り込み隊長を担う。戦闘コスチュームは青で、背番号は66。
松男
声 - 千々松幸子
通称「チョコ松」。チームのマスコットで、勇敢な少年。戦闘コスチュームは黄色で、背番号は22。
まだ、幼さゆえに無茶な行動をしやすく、足を引っ張ったりさらに敵の策略に乗せられてダイアポロンを危機に陥ることがある。
ミキ
声 - 小宮和枝
通称「ミキッペ」。チームの紅一点で、アニメヒロインとしては珍しい、ベリーショートのヘアスタイル。
変装して、敵基地に侵入するなどの行動を見せるときもある。戦闘コスチュームはピンクで、背番号は00。
ヒデキ
声 - 小宮山清（第2 - 26話）
通称「ハカセ」。ダイアポロンとダザーン軍団の戦闘で父を失い、孤児となり、「あおぞら学園」に転入して来た。ダイアポロンのエネルギー源を知らせ、危機を救ったことがきっかけで、UFO少年団に加入する。
豊富な知識と才能を生かし、チームでは参謀役を担う。発明狂でもあり、ペンダント型の発信機を製作するなどの活躍も見せた。また、自分の作った機械を馬鹿にされると感情的になることもある。戦闘コスチュームは白で、背番号は99。

### 主人公たちの仲間
ラビ
声 - 千葉順二
アポロン星の生き残りで、アポロン王国の大臣兼科学者だった。アポロン星に伝わる伝説のエネルギー「エナルジーハート」をキングアポロンと共同で開発し、その器となる、アポロンロボットも製作した。ダイアポロンの必殺技「アポロンデストロイ」をタケシに伝授するため、自らの危険を顧みず、生身で実演する。
クイーンアポロンの生存を知り、母を救おうと危険を顧みず、ダザーン星に乗り込もうとするタケシを止めるが、母に対する慕情に涙する王子の心を理解し、タケシを見送る。
園長先生
声 - 荘司美代子
タケシたちが生活する孤児院「あおぞら学園」の園長。タケシたちが、UFO少年団であることには気付いていない。
クイーンアポロン
声 - 増山江威子（第24 - 26話）
アポロン星の女王で、タケシの実母。アポロン星がダザーン軍団の攻撃で滅ぼされた後は囚われの身となっていた。

### ダザーン軍団
ダザーン総統
声 - 杉田俊也
ダザーン軍団の最高指導者。アポロン星を滅亡した後も、キー・エナルジーの秘密を知るタケシを狙い、地球に攻撃を仕掛ける。
アポロン星に攻撃を仕掛けたのは環境破壊で滅亡寸前の母星を救うための苦渋の決断で、必要な超エネルギー装置「エナルジーハート」を奪うためである。
宇宙征服を企む悪の帝王では無いが、兵器として利用できそうなマンモスに似た巨大生物を友達に持つ少年を騙し、少年に無断で巨大生物を改造して死に追いやるなどの自己中心的で好戦的な側面は否定できず、守るべき民衆にも犠牲を強いている。
最期は、ダザーン星の浄化後炎上している宇宙船ともにその身を焼かれるという自業自得の結末を迎える。
ギラニク
声 - 飯塚昭三
ダザーン軍団  地球侵略本部の総司令官で、ダザーン総統の息子。実直な性格で、ダザーン総統の命令を忠実に実行する。
第24話で、ダイアポロンとの戦いによる度重なる失敗と地球侵略本部基地が爆破された失態をダザーン総統に追及された結果、総司令の座をジョケツに明け渡した。
終盤には戦いに疑問を抱くようになり、最後は父である総統の行動に反発し、炎上している宇宙船から、クイーンアポロンを解放するもダザーン総統に撃たれ死亡した。
ヒドー
声 - 和久井節緒（第1 - 20話）
ダザーン軍団の隊長で、ギラニクの部下。猪突猛進な性格で、力押しの作戦を好む。ガメツとは反りが合わず、手柄を争い、いがみ合うことが多い。
戦闘メカを自ら操縦して、ダイアポロンに戦いを挑む。般若面のような顔が特徴。
第20話で、アポロン基地を発見して総攻撃を仕掛け、基地を奪うことに成功するが、アポロン・ヘッダー、トラングー、レッガーの三位一体 攻撃に敗れ、戦死した。
ガメツ
声 - 城山知馨夫（第4 - 23話）
ダザーン軍団の将軍で、ギラニクの部下。ダイアポロンの為に地球侵略が順調に進まないことに怒った、ダザーン総統が地球侵略本部に派遣した。
軍人の格好をしているのが特徴。冷徹かつ卑劣な性格。綿密で知略に長けた作戦を立て、合身前のアポロンロボの状態を狙うことが多い。ヒドーとは作戦の主義・主張が異なる為に仲が悪く、常にいがみ合っている。
第23話で五郎を人質に取り、ダイアポロンに戦いを挑むが敗れ、戦死した。
ジョケツ
声 - 沢田和子（第22 - 26話）
ダザーン軍団の女元帥で、ヒドーの妹。兄と違い露出度の高い美女の姿をしている。兄の仇を討つ為に、地球侵略本部へ派遣された。クイーンアポロンに変装するなど人間心理を突いた巧妙な戦法が得意。
第26話で、メカ巨人ザ・ヘルに搭乗し戦うを挑むが敗れ、戦死した。
バライ
声 - 沢りつお（第20 - 26話）
ダザーン軍団の兵士で、ヒドーの部下。ヒドーの戦死後はジョケツの部下となる。ヒドーの仇を討つため、ダイアポロンに戦いを挑む。
第26話で、ジョケツと共に戦死した。
ナレーター -  市川治

## 登場メカ

### ダイアポロン
頭頂高 120m、重量 100t。3体のアポロンロボットが合体し誕生する巨大ロボットで、太陽光線（光エネルギー）をエネルギー源とする超動力発生装置「エナルジーハート」の端末「キー・エナルジー」で駆動する。ただし、起動させるにはキー・エナルジーを体内に持つ、タケシが合身する必要がある。合身しない状態でも、スペースクリアーのコックピットから動かすことが可能だが、戦闘能力は大幅に減少する。ダイアポロンの合身には多大な体力を消費するため、タケシのコンディションによっては合身出来る時間が限られるときがある。
腹部にはエネルギーゲージとなる黒い三角模様があり、合体後には赤、青、黄色の三色の丸いゲージが灯る。この黒い三角はエネルギーの消耗とともに減る様子が描かれており、日照がなければ、エネルギーの補充は出来ず、夜間での戦闘では窮地に陥るシーンが度々見られた。また、日食時にはエナルジーが起動できず、合身が不可能になる。そのため、その時間を狙ったダザーン軍に攻撃を仕掛けられ、タケシたちは最大のピンチを迎えることになる。
戦闘開始時には口元のフェイスガードを上げることにより、エネルギー増幅装置が作動して、これを全身に充填させる。そのため、エネルギー消耗時にはフェイスガードが下がる描写が見られる。合身後はタケシが鎧を着込んでいる状態に近く、漫画版での図解もその様に描写されているが、タケシがダイアポロンの体内でそのまま巨大化しているのではなく、巨大化しつつ融合しているのが正しいと言える。
一体化しているため、合身中はコックピットの描写はないが、終盤は専用のコックピットと思われる場所から、スペースクリアーにシートごと移動するシーンが見られた。
本作では「合体」の代わりに「合身（がっしん）」という造語が生み出されている。「合体」と「変身」を組合せたもので、作品中では合体の意味で用いられている。これは「合体」を青島文化教材社が商標登録していて使用できなかったため、ブルマァクによって考案されたもので、以後、同社が提供スポンサーを務めた『合身戦隊メカンダーロボ』や『小さなスーパーマン ガンバロン』にも、この造語が使用されている。
合身の条件
- ダイアポロンとタケシの体内にある、キー・エナルジーが一つにならなければ、超エネルギーを開放することはできない。
- 合身者（キー・エナルジー所持者 = タケシ）は悪の心（傲慢や自信過剰など）を打ち払い、善き心を持たなければならない。悪の心を持つようなことがあれば、エナルジーに拒絶され、合身ができなくなる。
- 合身者は心身ともに成長しなければならない。己が成長することにより、キー・エナルジーもそれに応え、様々な能力・武器が追加され進化する。キー・エナルジーは言わば成長・進化するエネルギーであり、タケシと共に成長することで、その力を無限大に発揮することが可能となる。

武器・技
- ダイアポロンボール：尖った両肩の突端を外し、左右合体させて、ラグビーボール状の武器とする。必要に応じて、ブレードを出す場合もある。カッター・剣・盾と三役兼ねる汎用性の高い武具。
- ダイアポロンビーム：胸部から発射される太陽エネルギーを変換した光線。ただし、エネルギーを多く消費するため、多用はできない。初期には決め技として使われることが多かった。
- ヘリオススペクトラ：同じく胸部から発射される七色の光線。ダイアポロンビームの強化版だが、アポロンソーサーと併用して使われることが多い。
- アポロンデストロイ：ラビから伝授された大技。アポロン星に代々、伝えられている戦法で、それを防ぐ手立ては無いと言われている。その原理は不明だが、アポロン星人の能力と関係があるらしい。自身の身体をきりもみ回転とともに縮小させ、敵の体内に入り込み（僅かな隙間があれば入り込める）、元の大きさに戻る反動を利用することで内部から破壊する。合身の融合と巨大化の特性を利用した破壊技とも言える。タケシが特訓の際に着用したスーツは本作の原典となった漫画『銀河戦士アポロン』で使われたものに近いデザインとなっている。
- アポロンソーサー：胸部から発射された、エッジ付きのソーサーで相手を切り裂く。エネルギーに覆われているため、かなりの威力がある。中盤には決め技に使われる事が多かった。
- カッターソーサー：アポロンソーサー同様の小型エッジソーサーだが、こちらはエネルギーに覆われていない。発射位置は両手の甲。
- マグネットソーサー：手甲から発射される磁気吸着円盤。威力はそれほど大きくなく、牽制に使われる。
- ショルダーウィッパー：右肩に収納されている鞭。高圧電流を流す事ができ、第3話で、アンゴーラの口を縛る際に使用。
- エルボーガード：円形の楯。左右どちらの腕にも装備する事ができる。
- レッガーミサイル：脚と脛の付け根から発射する小型ミサイル。
- アポロンカッター：腕部及び脚部に装備されている、4枚刃のカッター。
- ブーメランカッター：つま先の部分が飛び出し両脇から翼状の刃が出て、目標物を切り裂く。
- アポロントライアングル：分離状態のアポロン・ヘッダー、トラングー、レッガーが三角形に並び放つ技。三体のロボを結んだ三角形の内側が超高温になり、敵を焼き尽くす。第20話でヒドーに奪われたアポロン基地を爆破するのに使用した。
- ムーンクロス：ダイアポロンの背中にUFO戦闘機が張り付き、UFOをXの字に結ぶ様に、巨大なハサミの様な刃が伸びた武器。敵をタックルするように抱え込み、背中の刃で切断する。更に切断した上部を背中から分離した刃が追撃し、X字に切断する。第21話で使用。
- アポロンスクリューターン：分離状態のアポロン・ヘッダー、トラングー、レッガーが逆立ちの姿勢で互いに腕を組んで輪になり、回転しながら急降下する事で鋭いドリルのようになる技。第23話でギルデラ火山のマグマを突破してダザーン基地内に突入するのに使用した。

### アポロンロボ
三体とも頭頂高 40m、重量 30t。ただし玩具や設定画では全高にばらつきが生じている。アポロン・トラングー、レッガーは当初無人で動いていたが、タケシの合身による負担を軽減するため、UFO少年団のメンバーが搭乗して、サポートすることになる。武装は合身後より使用できるものが限られるが、分離時でしか使用できない武器も存在する。
搭乗するときは胸のエンブレムから体内に収納され、UFOを内部に固定した後にロボット用の操縦桿とモニターが出現、操縦する。
- アポロン・ヘッダー

ダイアポロンの頭部と胴を構成する。メイン カラーは赤とシルバー。胸部のエンブレムが開き、スペースクリアーが収納され、合身準備に入る。
中盤からは合身の負担を減らすために、タケシがヘッダーを直接、操縦する場面も多く見られる。
- アポロン・トラングー

ダイアポロンの胸部装甲と背部、腕を構成する。メイン カラーは赤と黄色。合体時と同様にカッターソーサー、エルボーガード、腕部のアポロンカッター（21話ではアームカッターと呼称）を使う事が可能。20話からは主に五郎が搭乗して操縦するが、ミキが操縦することもある。胸部のエンブレムが開き、UFOが収納される。
合身時には不要部分収納により、頭と下半身を収納する。ヘッダーがその後、トラングーを着込む様に合体する。
- アポロン・レッガー

ダイアポロンの腰と脚部を構成する。メイン カラーは青とシルバー。合体時と同様にブーメランカッター、レッガーミサイルを使う事が可能。搭乗時は腹部の装甲が開き、UFOが収納される。20話からは主にミキが搭乗して操縦するが、五郎やヒデキが操縦することもある。
不要部分収納の描写が腕部以外に無く、合身時には上半身が、いつの間にか消えている。
なお、玩具版ではアニメで「不要部分収納」される合体に使用しない部分を組み合わせ、ダイアポロン以外に2体のロボットを組み立てることが可能なものが多い。

### UFO
- スペースクリアー

タケシの操縦する、UFOタイプの戦闘機。円盤状だが飛行機のような機首とコックピットを持ち、3基のロケットエンジンと底部に配したローターで飛行する。搭乗時はジャンプし「クリアー・イン!」とコールすることによって、戦闘コスチュームを装着し、バイザーが自動的に開いて飛び乗る形を取る。
機体の前半分は分離して小型機に、さらにコックピットがバイク型マシンのアポロンバイダーになる。スペースクリアーは通常、アポロン基地に格納されているが、アポロンバイダーはタケシの移動手段として使用する描写があった。バイダーが機体に収納されるとハンドルが変形して、スペースクリアーの操縦桿になり、バイクの操縦系をそのまま使用する形を取る。
機首にビーム砲を持ち（バイダーのときにも使用可能）、ミサイルも装備している。
- UFO戦闘機

UFO少年団に与えられた、UFOタイプの戦闘機。スペースクリアーと比べ、UFOに近い外見である。戦闘コスチュームのナンバーが書かれ、「UFO-00」などと分類される。
搭乗するときは牽引ビームを介し、コックピットに乗り込むと同時に戦闘コスチュームを装着する。アポロンベース内に4機 搭載されている。武装はビーム砲やミサイルなど。消火液噴射装置も装備している。

### アポロンベース
ラビがアポロン星を脱出するときに使用した宇宙船で、移動基地でもある。
地球では南海の珊瑚礁「ムーンリーフ」近くの海中に停泊。基地内にはアポロンロボットが3体、スペースクリアーが1機、UFO戦闘機が4機搭載されている。アポロンロボット発進時には後部にある三つの発進口がせり上がり、それぞれのロボットを射出する。
タケシがスペースクリアーのコックピット内で「アポロン・ヘッダー! トラングー! レッガー!」とコールするとその声がテレパシーとなって、ベースに届けられ、ロボットが出撃できるようにプログラムされている。同様に戦闘機も、タケシが「スペースクリアー!」、UFO少年団のメンバーが「U・F・O!」とコールすることで発進する。
アポロン王族が所有していた宇宙船を改造したものであるため、強力な武器は装備されていない（劇中では照明弾と乗っ取られた際に使用した小型ミサイルのみ）。そのため、20話で発見された際には攻撃もままならないまま、ダザーン兵士の侵入を許してしまう結果となり、タケシたちはベースを自ら破壊することになる。

### ニューアポロンベース
アポロンベース破壊直後に姿を見せた、新しい移動基地。地球製であるためか、旧ベースと比べると翼部が広がっているため、航空機に近いフォルムを持つ。
アポロンロボット用の後部発進口に加え、UFO戦闘機用の発進口が前面に新設されており、中央部にブリッジが築かれている。各戦闘機がアポロンロボットに直接、格納できる設備も新たに設置された。旧ベースの欠点であった武装も、ビーム砲を翼部などに装備することで解消された。
ニューアポロンベースは旧ベースが破壊される事があっても戦闘や補給・修理に支障がないように、ラビが別の場所で建造していた（旧ベースの戦闘能力を危惧して建造したとも言える）。そのことを裏付ける出来事として、ダイアポロンがアポロンベース内ではなく、別の場所で修理されたシーンが第11話にあり、その場所で、ラビはタケシに「アポロンデストロイ」を伝授している。
ラビはニューアポロンベースがある場所へ旧ベースが占領される直前に移動したため、旧ベースの消滅に巻き込まれることはなかった。それ以降はニューアポロンベースを拠点とし、最終決戦時にはダザーン星に向けて飛び立っている。

### エナルジーハート
アポロン星の象徴でもあり、文明を発展させた要因である超動力発生装置。元々はアポロン星の環境を改善するために、キングアポロンが発案・開発したものである。
環境を改善させ、生き物に活気を与えるほどのエネルギーを発生することができる。扱いを誤ると逆に人間を含めてあらゆるものからエネルギーを吸収して文明を崩壊させる危険性があるため、端末のキー・エナルジーでしか起動できない構造となっている。
ダザーン軍団は母国を救うために、アポロン星からエナルジーハートを奪い、その力で汚染された大気を浄化しようとしていた。最終回ではダイアポロンが体内のキー・エナルジーを使用してエナルジーハートを起動、ダザーン星の大気を浄化した。

### ダザーン軍団
- ギルデラ本部

ダザーン軍団の地球侵略本部。太平洋の孤島に有る「ギルデラ火山」と呼ばれる火山の噴火口近くに設けられている。内部には「司令室」「メカ獣製造工場」「戦闘機の格納庫」「幹部や兵士達の部屋」などで構成され、下部には、アポロン星から奪った「エナルジー・ハート」を保管している。
- ヒドー機

ヒドー隊長用の戦闘機。ダザーン戦闘機よりも形状が長い。戦闘機群を指揮する他、ケーブルが機体から出て、メカ獣とドッキングして操縦する事が可能となる。
- ガメツ機

ガメツ将軍用の戦闘機。ヒドー機と同様、形状が長い。
- ダザーン戦闘機

ダザーン軍団の量産型戦闘機で、兵士が操縦する。カブトガニの甲羅の様な形状であり、体当たり攻撃を得意とする他、機体下部からの「マグマミサイル」というミサイルを装備している。メカ獣の支援が主。
- メカ獣

ダザーン軍団が最大の戦力兵器を誇る巨大ロボット。モチーフは特に決められていないが、動物型が多い。オートコントロールで活動するが、幹部機がドッキングする事で、幹部によって操縦される事もある。

## スタッフ
- 原作 - 雁屋哲、海堂りゅう（『銀河戦士アポロン』より（連載誌 - 『小学館学習雑誌』、『てれびくん』 ））
- 企画 - 桑田真菅（東宝アド・センター）
- プロデューサー - 渡辺米彦（エイケン）、池田仁男（東急エージェンシー）、忠隈昌、井上博（以上、TBS）
- 制作主任 - 小林征史郎
- 制作マネージャー - 関孝行
- キャラクターデザイン（作画設定） - 芦田豊雄
  - 本作は芦田のキャラクターデザイナーデビュー作品。後に『ミンキーモモ』をきっかけに名前の露出が増えた芦田は、『月刊OUT』のロボットアニメ特集で、ダイアポロンが「ブサイクなロボットNo.1」（2位はレインボーセブン）に選ばれた際、芦田が本作のキャラクターデザインを手掛けたことをみんだ☆なおにバラされ、「みんだには酒をおごってやったのに」と（誌面での演出上）怒り、以後は同誌でのペンネームを「ダイアポロン・カリスマ・芦田」と改名した。後に芦田が描き下ろしたOUT特製ポスターには、ミンキーモモやワタルと並び、タケシが描かれている。
- メカニックデザイン - 高橋邦生
- 作画総監督 - 角田利隆
- 音楽 - 武市昌久
- 録音演出 - 斉藤敏夫
- 音楽協力 - 沼田かずみ
- 編集 - 矢吹敏明、川名雅彦、西出栄子、他
- 現像所 - 東洋現像所
- チーフディレクター - 小野辰雄
- アートディレクター - 大隅敏弘
- テクニカルディレクター - 高橋照治
- 制作協力 - アド・コスモ、アニメルーム、アートアニメスタジオ、他
- 制作 - エイケン、東急エージェンシー、TBS

### 各話スタッフ
- 撮影 - 吉坂研一、飯塚進、斉藤豊、黒崎千伍、伊藤敏雄、諫川弘、他
- 特殊効果 - 堀田ミナ
- 美術 - 久保陽彦、東条俊寿、佐々木順子、神戸幹男、福村典義、浅野礼子、丸田千枝子、西本初枝、他
- 音響効果 - 大平紀義（E&Mプランニングセンター）

## 主題歌
本放送時には主題歌と数曲の挿入歌を収録したアルバムも、ポリドール・レコードから発売された。村山明 歌唱の挿入歌『アポロンデストロイ』のアレンジ曲が、各ロボの変形合体時に劇中で使用されている。
以下便宜上、『UFO戦士ダイアポロン』を『無印』、『UFO戦士ダイアポロンII アクションシリーズ』を『II』と略す。
オープニングテーマ - 「UFO戦士ダイアポロン」
作詞・作曲 - 山本正之 / 編曲 - 武市昌久 / 歌 - 子門真人（発売 - ポリドール・レコード）
この楽曲は当初、声楽出身の別の人物が歌うことが決まっており、レコーディングも行われたが作品のイメージに合わないという結論に達し、子門真人が歌うこととなった。企画段階でも子門の名前が挙がっていたがスケジュールの都合から一度、断念されていた。山本が自ら歌うバージョンもあり、『無印』本放送の同時期に同局で放送された山本が劇伴と主題歌を担当する歌謡番組『輝け!!新人紅白歌合戦』の初期に、山本が自ら「白組」メンバーとして歌っていた。山本のアルバム『アニメの大王』にも、セルフカバー版を収録している。
『無印』第1話のOPフィルムは第2話 以降のフィルムとは異なるところがある。下記のシーンは、その後の再放送でも使われているが、先述の『エイケンTVアニメ主題歌大全集』には収録されていない。
1. 冒頭のタケシとダイアポロンが重なるシーンで、背景が宇宙になっている。
2. アポロンベースの角度がやや異なっている。
3. 原作テロップの“土山しげる”の部分が、土山の筆名“海堂りゅう”となっている。
4. ダザーン総統をバックにしたシーンにギラニク、ヒドー、ダザーン軍団兵がいる。第2話 以降はダザーン戦闘機の大群になっている。
5. メカ獣・七首ジーガーにダイアポロンビームが炸裂シーンは同じだが、第1話では七首ジーガーは爆発四散する前に映像が「キー・エナルジー」場面（後述）に変わる。
6. 「キー・エナルジー」場面のバックの色が異なる。
7. アポロンヘッダーが空を飛ぶシーンのバックが、アポロンベースのある島（第2話以降は大空）。またアポロンヘッダーが腕を上げる場面が無い。
8. 「ヘッダーイン」場面が大きく異なり、第1話ではアポロンヘッダー胸部だけが映されるが、第2話以降はアポロンヘッダーの上半身が映される。
9. ラストは宇宙空間で合身し終えた、ダイアポロンがその場で直立した所で、左上隅に制作テロップが表示されて終わる。第2話 以降は大空で合身し終えたダイアポロンが大地に降り、上半身のシーン中央に制作テロップが被さる。

『II』になってからは曲は不変だが、映像は『無印』のバトルシーンを再編集して作成した。
エンディングテーマ - 「UFO少年団」（クレジット表記は『UFO少年団の歌』）
作詞・作曲 - 山本正之 / 編曲 - 武市昌久 / 歌 - 子門真人＆ブッシュ・シンガーズ（発売 - ポリドール・レコード）
『無印』『II』とも一貫して、同じ映像が使われた。

## 各話リスト
カッコ内は登場メカ獣。
| 話数 | サブタイトル                       | 脚本     | 演出       | 作画監督   | 登場メカ獣                                                 |
| ---- | ---------------------------------- | -------- | ---------- | ---------- | ---------------------------------------------------------- |
| 1    | 合身!! 悪魔軍団を倒せ!!            | 小山高男 | 鳥居宥之   | 角田利隆   | 七首ジーガー                                               |
| 2    | 暗黒星雲から魔獣バグラドン来襲!!   | 港大介   | りんたろう | 国保誠     | 魔獣バグラドン                                             |
| 3    | 旅客機をのむメカ獣アンゴーラ追撃!! | 小山高男 | 奥田誠治   | 宇田川一彦 | アンゴーラ                                                 |
| 4    | 激闘!! サソリンガー対UFO少年団     | 松元力   | 高垣幸蔵   | 木村圭一郎 | サソリンガー                                               |
| 5    | 鉄騎兵+円盤鉄人=破壊軍団           | 港大介   | 奥田誠治   | 小林勝利   | サイボーグ鉄騎兵、円盤鉄人                                 |
| 6    | なぜだ!? 合身できない!!            | 吉川惣司 | 奥田誠治   | 宇田川一彦 | ギルダロス                                                 |
| 7    | 強襲! ガンガール・キックの嵐!!     | 松元力   | 永樹凡人   | 永樹凡人   | ガンガール                                                 |
| 8    | メカ獣から小犬を助けろ!            | 山本優   | 矢沢則夫   | 金子勲     | トカゲイラ                                                 |
| 9    | 少年の笛に巨獣が泣いた             | 吉川惣司 | 奥田誠治   | 木村圭一郎 | ベガトン                                                   |
| 10   | 合身! 危機一髪!!                   | 松元力   | 坂口尚     | 角田利隆   | バチーバ                                                   |
| 11   | 出た!! 必殺デストロイの秘密        | 山本優   | 森田浩光   | 国保誠     | ファイアーダロス                                           |
| 12   | 行くぞ!! 友情のX攻撃               | 松岡清治 | 石黒昇     | 金子勲     | メカモグラン                                               |
| 13   | おいらの母ちゃんはアポロン星人!!   | 城山昇   | 森田浩光   | 永樹凡人   | メカアメフト軍団、ムカゲイラ                               |
| 14   | どうする!? 氷結・絶体絶命!!        | 港大介   | 奥田誠治   | 宇田川一彦 | ギルゴーラ                                                 |
| 15   | 砕け! M作戦＝大地震攻撃            | 城山昇   | 坂口尚     | 小林勝利   | ミザイラー                                                 |
| 16   | 潜入! 宇宙からの暗殺団!!           | 山本優   | 森田浩光   | 木村圭一郎 | メカ怪人バンザイン                                         |
| 17   | 敵か!? 味方か!? 謎の星人現わる!!   | 松元力   | 永樹凡人   | 永樹凡人   | メカロボット カマラーマン                                  |
| 18   | 処刑3秒前! 決死の救出作戦!!        | 山本優   | 奥田誠治   | 宇田川一彦 | 死刑執行獣ギローガ                                         |
| 19   | UFO22! 秘密改造計画完了!!          | 吉川惣司 | 奥田誠治   | 角田利隆   | メカ怪人ドグラス                                           |
| 20   | ニューアポロン基地 南海に浮上!!    | 吉川惣司 | 森田浩光   | 木村圭一郎 | 合体怪人ヒドラー                                           |
| 21   | がんばれ! 黒い太陽は13分だ!!       | 山本優   | 奥田誠治   | 宇田川一彦 | 隕石ロボ マグダム                                          |
| 22   | マコを救え! 敵中突破で一直線!!     | 山本優   | 永樹凡人   | 永樹凡人   | 古代獣グリーンビングス、オレンジビングス、パープルビングス |
| 23   | 突入せよ! 敵陣ギルデラ火山発見!!   | 松元力   | 森田浩光   | 国保誠     | ダザーンX                                                  |
| 24   | 幻の母は鋼鉄獣にいた!!             | 港大介   | 奥田誠治   | 木村圭一郎 | 鋼鉄ブルガンダー（バンマル、ギーナス、ガマラー）           |
| 25   | すぐ行くぜ母さん! ダザーン星突入!! | 吉川惣司 | 永樹凡人   | 永樹凡人   | メカ巨人ザ・ヘル                                           |
| 26   | 母さんの涙が宇宙に平和を呼んだ!!   | 吉川惣司 | 森田浩光   | 国保誠     | メカ巨人ザ・ヘル                                           |

### UFO戦士ダイアポロンII
※の付く話数は前作の再放送。
1. 破壊魔獣ダロガンダーの猛攻 （ダロガンダー）
2. 真夜中の恐怖! ドクロ将軍見参!!（ドクロ将軍、メカバギー）
3. 死闘! 分解獣ズビンガーの挑戦 （ズビンガー、分解虫ガリガリ）
4. 燃えよ、正義のアポロンデストロイ（ファイアーダロス）
5. 激突!! ガンガール軍団!（ガンガールII）
6. 空中戦!! 空飛ぶキャプラー対UFO少年団（キャプラー）
7. 合身させるな!! 強襲バチーバ作戦（コンドルＺ、バチーバ）
8. 合体変身!! 黒ヘルロボ軍団!（黒ヘルロボ軍団、ヘルゲイラ）
9. 死刑!! 首狩り獣ギローガ（ギローガII）
10. 救え! アポロン基地危機一髪（合体怪人ヒドラー）
11. 砕け! M作戦＝大地震攻撃 ※
12. 潜入! 宇宙からの暗殺団!!※
13. 敵か？ 味方か？ 謎の星人現わる ※
14. 少年の笛に巨獣が泣いた ※
15. 行くぞ!! 友情のX攻撃 ※
16. UFO22! 秘密改造計画完了 ※
17. がんばれ! 黒い太陽は13分だ ※
18. マコを救え! 敵中突破で一直線 ※
19. 吠えろ!! 鋼鉄ブルガンダー（鋼鉄ブルガンダー）
20. 砕け!! 地獄からの挑戦状（メカ巨人ザ・ヘル）
21. 守れ!! 宇宙の平和を永遠に（メカ巨人ザ・ヘル）

## 放送局

### UFO戦士ダイアポロン
全て放送時間は火曜 19:00 - 19:30、同時ネット。
- TBS（制作局）
- 北海道放送[3]
- 青森テレビ[4]
- 岩手放送[5]
- 東北放送[5]
- 福島テレビ[5]
- 新潟放送[6]
- 北陸放送[7]
- テレビ山梨[6]
- 静岡放送[6]
- 信越放送[6]
- 中部日本放送[8]
- 毎日放送[9]
- 山陰放送[10]
- 山陽放送[11]
- 中国放送[11]
- テレビ山口[12]
- テレビ高知[13]
- RKB毎日放送[14]
- 長崎放送[14]
- 熊本放送[14]
- 大分放送[12]
- 宮崎放送[15]
- 南日本放送[15]
- 琉球放送[16]

### UFO戦士ダイアポロンII
- 東京12チャンネル（現・テレビ東京）：木曜 19:00 - 19:30
- 秋田放送：木曜 17:30 - 18:00[17]
- 山形放送[注釈 1]：木曜 17:00 - 17:30[18]
- 東北放送：金曜 17:00 - 17:30[19]
- 新潟放送：木曜 17:00 - 17:30[18]
- 信越放送：火曜 17:00 - 17:30[20]
- 富山テレビ：水曜 16:45 - 17:15[21]
- 北陸放送：火曜 17:00 - 17:30[21]
- 山陽放送：金曜 17:30 - 18:00[22]
- RKB毎日放送：土曜 15:30 - 16:00（9日遅れ）
- 大分放送：金曜 16:55 - 17:25[23]
- 琉球放送：金曜 17:30 - 18:00[24]

## 雑誌連載
- 小学館の学習雑誌
  - 小学一年生 1976年6月号 - 10月号 杉山新一（絵物語）
  - 小学二年生 1976年5月号 服部一男、1976年6月号 - 11月号 かたおか徹治
  - 小学三年生 1976年5月号 - 9月号 作画：坂丘のぼる、文：杉山新一（絵物語）
- てれびくん 1976年6月号 - 10月号 久松文雄

## 映像ソフト化・CS局での放送
- 1984年に東映ビデオから発売された、エイケン作品を1話ずつ収録したアンソロジービデオ『エイケンTVアニメグラフィティ4』に、本作の第11話「出た!! 必殺デストロイの秘密」が収録されている。
- 1986年に同社から発売されたVHS『TVヒーロー主題歌全集8 エイケン篇』には、『UFO戦士ダイアポロン』のオープニング映像とエンディング映像が収録されている（『UFO戦士ダイアポロンII アクションシリーズ』のOP映像とED映像は、収録されていない）。
- 1999年12月に発売されたVHS・LD（のちに、DVDとしても発売）『エイケンTVアニメ主題歌大全集』には、『UFO戦士ダイアポロン』および『UFO戦士ダイアポロンII アクションシリーズ』双方のOP映像とED映像が収録されている。
- CS局のAT-Xで、1990年代に放送されたことがある。2015年8月17日から、同局で再放送が開始された。
- 2017年5月より、Blu-rayが発売。『UFO戦士ダイアポロン』全26話が上下巻で、次いで『UFO戦士ダイアポロンII アクションシリーズ』全21話も上下巻で発売された。上記の第11話以外は初の映像商品となる。Blu-ray化に伴い、映像素材のハイビジョン画質へのリマスタリングが行われている。
- 2018年2月、キッズステーションの企画「甦る!!昭和のテレビヒーロー」の一環として、『鉄腕アトム』（実写版）と共に放送、2月4日と2月18日は第1話、2月11日と2月25日には最終回をそれぞれ放送する。なお本作のOPは一貫して第2話以降バージョンを使用し、歌詞テロップは抜き、そして最後の制作クレジットは「制作 エイケン」のみの表示となる。